# Пушкарьов Павло Петрович
Павло Петрович Пушкарьо́в (нар. 13 вересня 1966, Сковородіно) — український живописець; член Національної Спілки художників України з 2003 року. Заслужений художник України з 2008 року.

## Біографія
Народився 13 вересня 1966 року в місті Сковородіному Амурської області СРСР (нині Російська Федерація). Протягом 1982—1988 років (з перервою на строкову службу в Збройних силах СРСР) навчався на факультеті живопису у Благовіщенському державному художньому училищі; протягом 1988—1890 років навчався у Московському вищому художньо-промисловому училищі.
З 1990 по 1993 рік проживав у Придністров'ї, де викладав у художній школі. З 1993 року працює у Чернівцях, мешкає у будинку на вулиці Канівській, № 1А.

## Творчість
Працює у галузі станкового живопису, створює пейзажі. Серед робіт:
- «Зимовий ранок» (2000);
- «Тиша» (2001);
- «Світанок у Карпатах» (2001);
- «Володимирський собор» (2001);
- «Світанок» (2002);
- «Сніг тане» (2002);
- «Подих весни» (2002);
- «Бабине літо» (2003).

Учасник обласних, всеукраїнських та закордонних художніх виставок. Персональні виставки відбулися у Благовєщенську, Хабаровську, Владивостоці, Новосибірську, Бендерах, Тирасполі, Чернівцях. У Києві персональні виставки художника проводились у художній галереї спілки художників України, в приміщеннях Адміністрації Президента України, генеральній дирекції іноземних представництв, в Академії Міністерства внутрішніх справ України, кілька разів в Міжнародному Благодійному фонді «Духовна спадщина».
Роботи художника закуплені Міністерством культури України, зберігаються у музеях та приватних колекціях в Україні, Росії, Молдові, країнах Західної Європи, Австралії, Канаді, США.